# Ployart-et-Vaurseine
Ployart-et-Vaurseine ist eine französische Gemeinde mit 23 Einwohnern (Stand: 1. Januar 2022) im Département Aisne in der Region Hauts-de-France. Sie gehört zum Arrondissement Laon und zum Kanton Villeneuve-sur-Aisne.

## Geografie
Die Gemeinde Ployart-et-Vaurseine liegt im Nordosten des Höhenzuges Chemin des Dames, 16 Kilometer südöstlich von Laon. Nachbargemeinden von Ployart-et-Vaurseine sind Montchâlons im Nordwesten und Norden, Arrancy im Nordosten und Osten, Bouconville-Vauclair im Südosten, Chermizy-Ailles im Südwesten sowie Bièvres im Westen.

## Bevölkerungsentwicklung
| Jahr                       | 1962 | 1968 | 1975 | 1982 | 1990 | 1999 | 2006 | 2016 | 2022 |
| Einwohner                  | 34   | 39   | 26   | 26   | 18   | 27   | 18   | 21   | 23   |
| Quellen: Cassini und INSEE |      |      |      |      |      |      |      |      |      |

## Sehenswürdigkeiten
- Kirche Saint-Pierre-aux-Liens, Monument historique seit 1921
- Turm von Vaurseine, Monument historique seit 1927

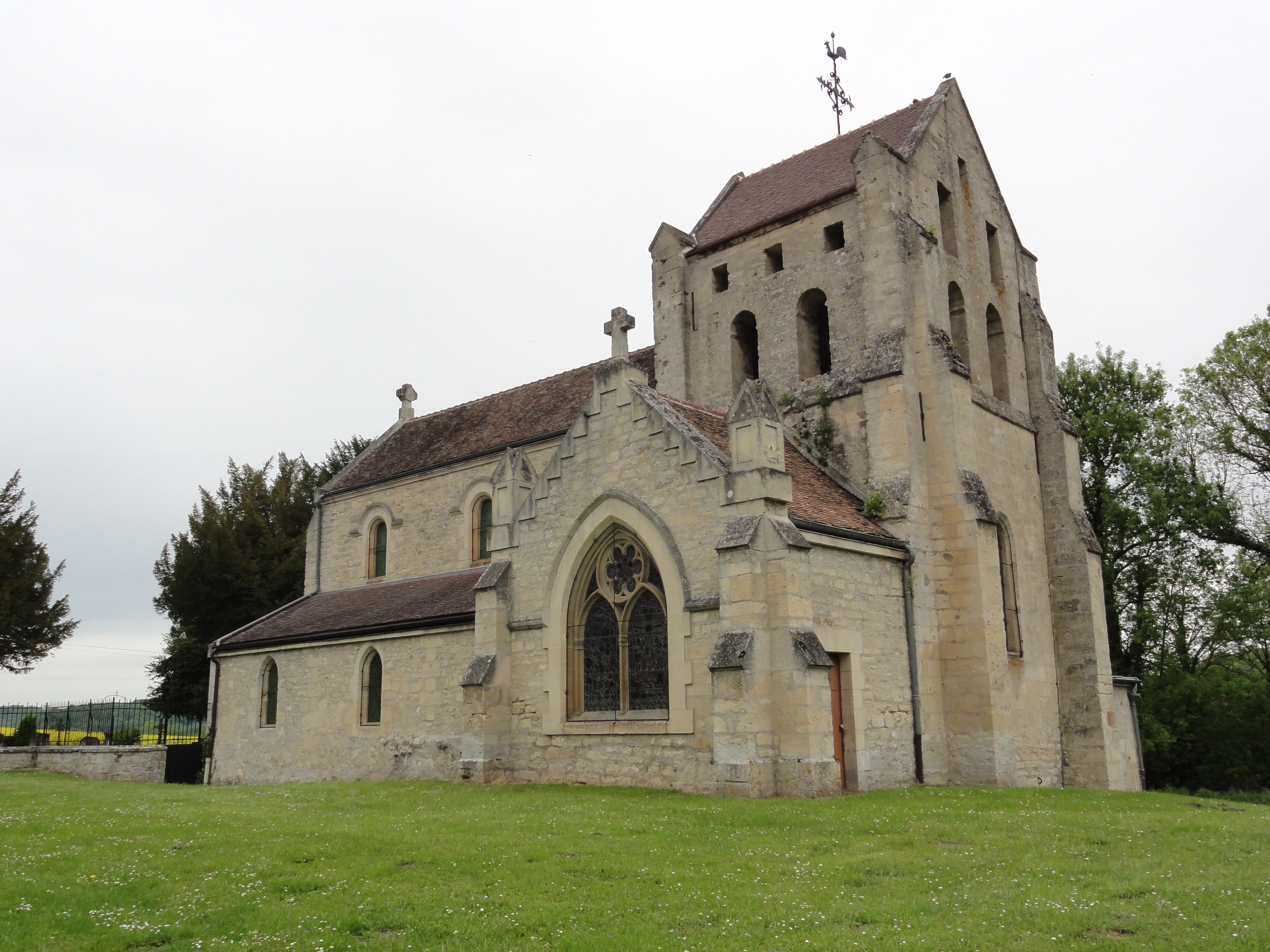
Kirche Saint-Pierre-aux-Liens in Ployart
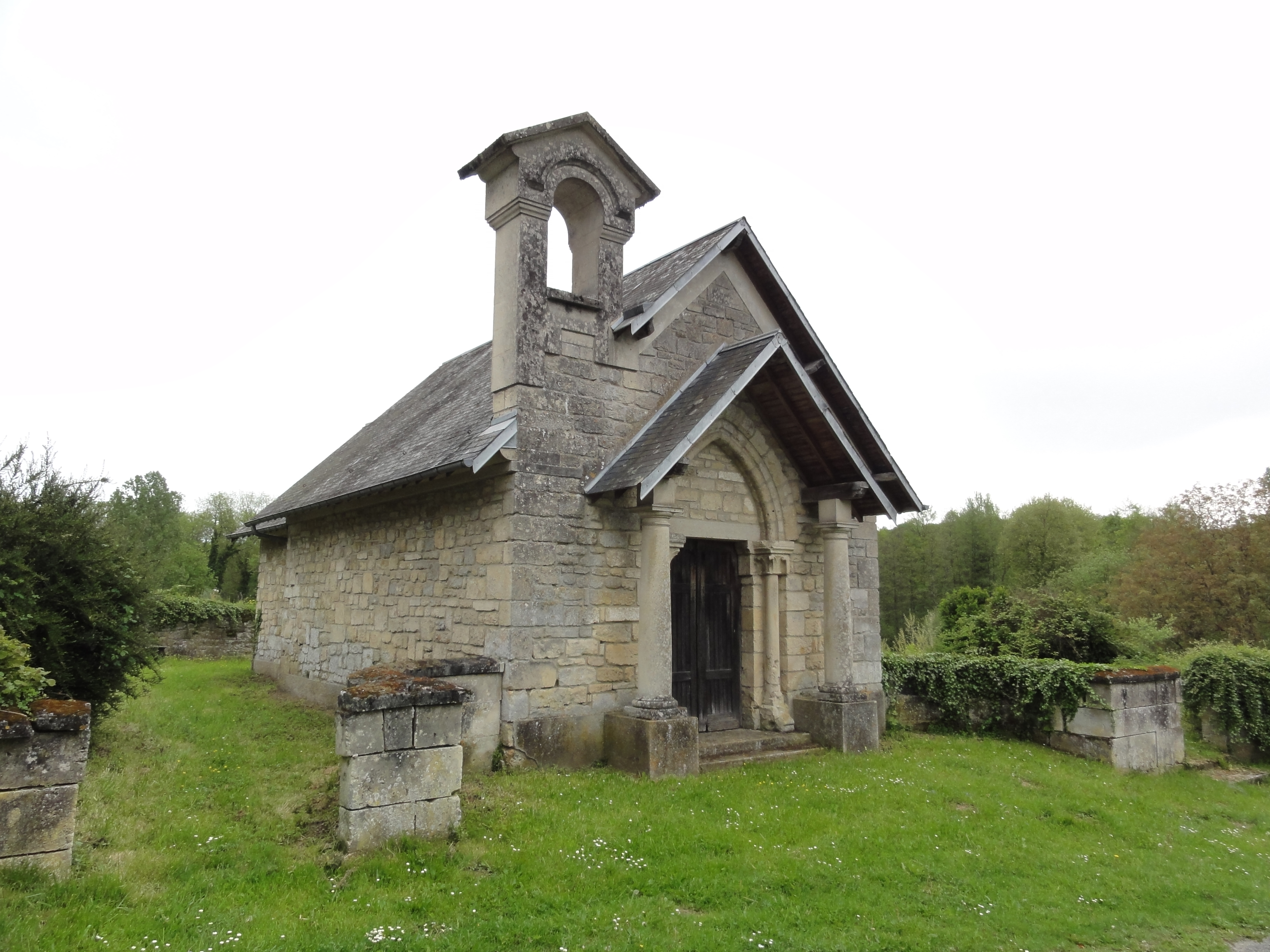
Kapelle Saint-Pierre-Saint-Paul in Vaurseine
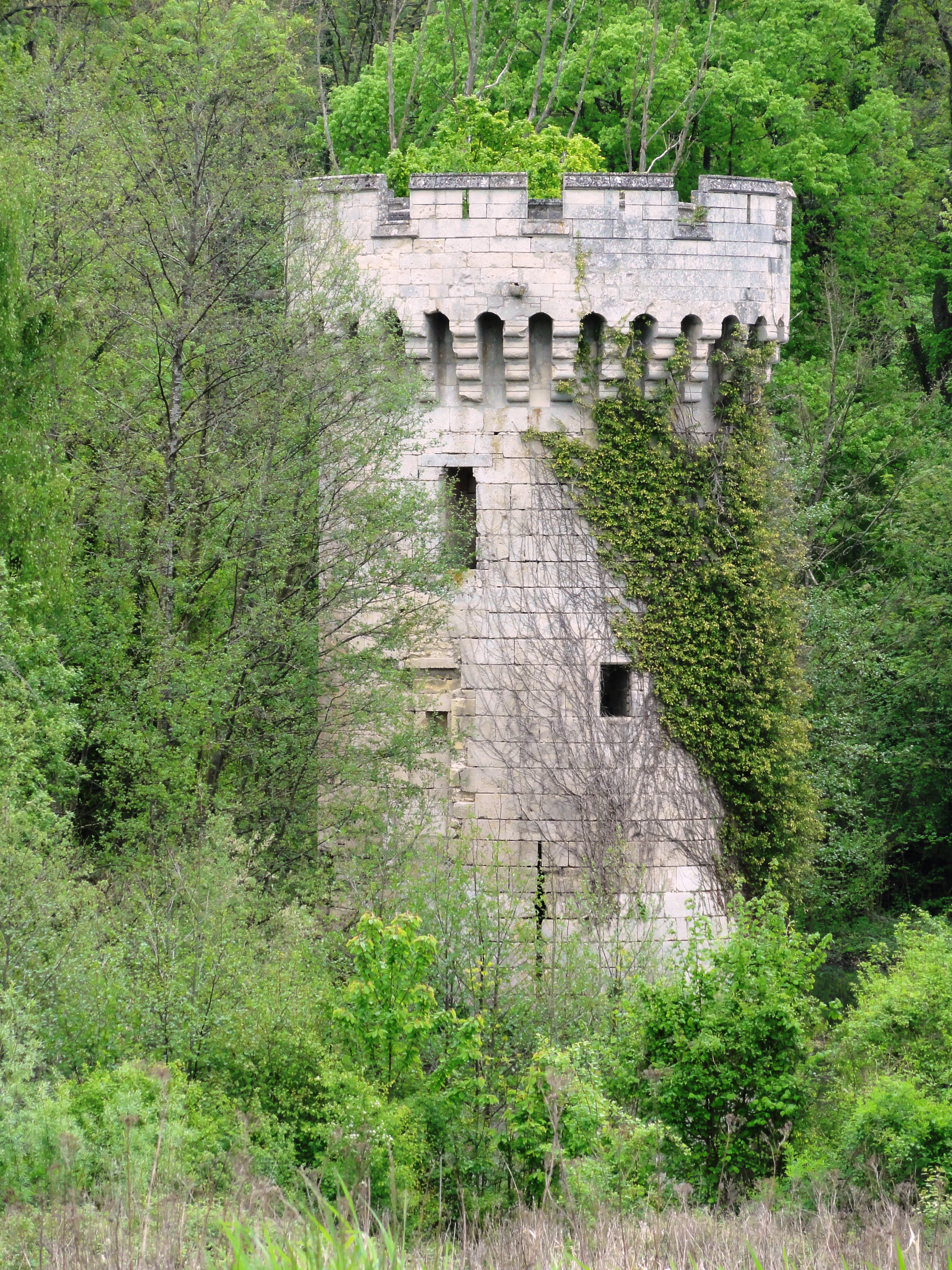
Turm von Vaurseine
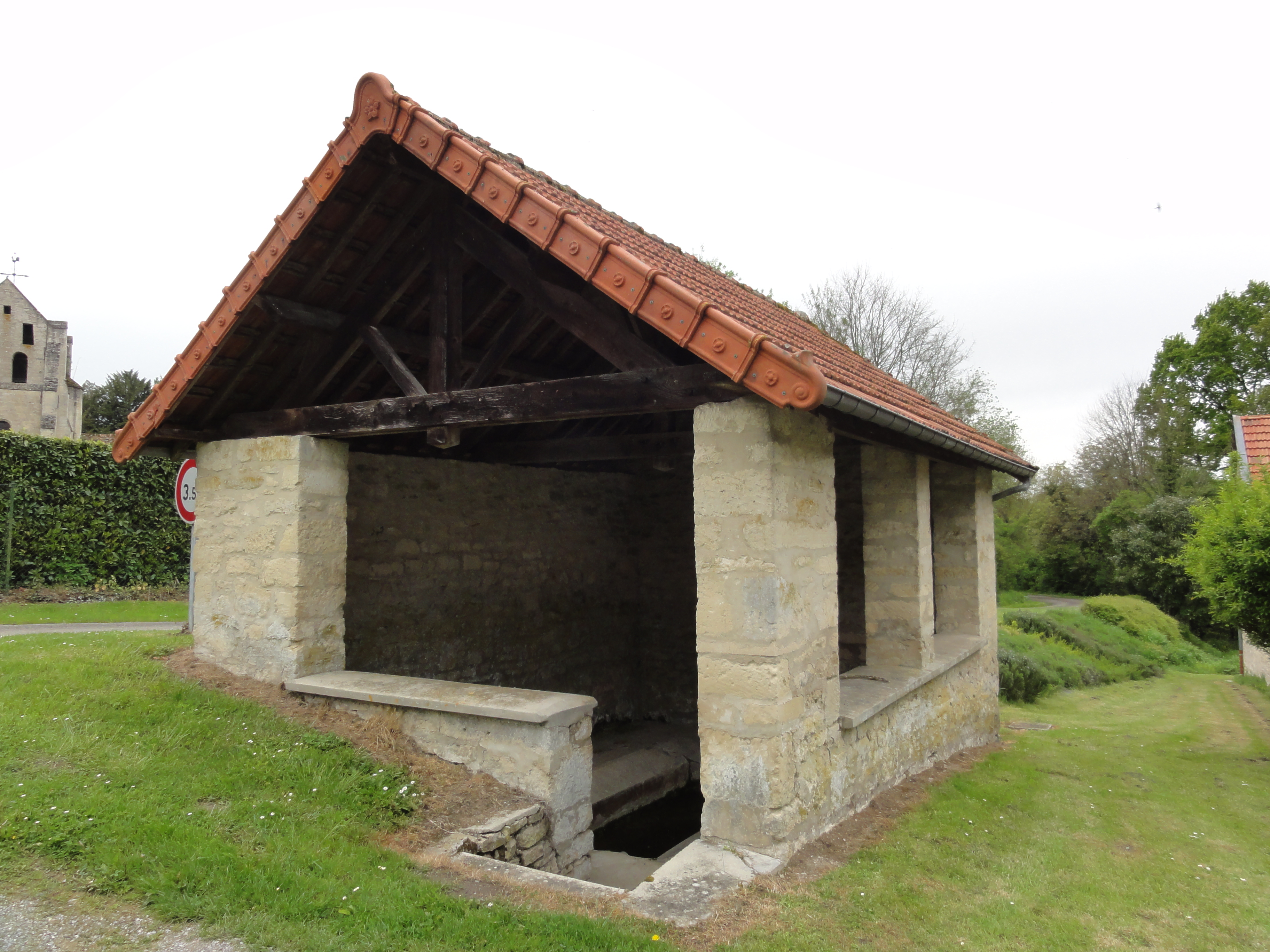
Lavoir in Ployart